# Hassan Corso
Pour les articles homonymes, voir Corso et Tavera (homonymie).
Hassan Corso, à l'origine Pietro Paolo Taverané en 1518 à Tavera, en Corse et mort en 1556 à Alger, est un Corse devenu général de l'armée ottomane, il devient agha, puis caïd d'Alger. Il est placé par ses troupes à la tête de la régence d'Alger en 1556, entre les gouvernorats de Salah Raïs et de Mehmed Tekkelerli.

## Biographie

### Enfance
À l’âge de cinq ans il est enlevé par des pirates algériens sur les rivages de la Corse. Il est emmené à Constantinople[réf. incomplète].
Selon des sources historiques, il s'agirait très probablement d'un certain Lazaro de Bastia[réf. incomplète], mais d'autres sources, indiquent que Lazaro serait en fait un autre Corse ayant exercé à Alger en même temps que Hassan Corso.

### Débuts
Il apprend l'arabe, se convertit à l'islam et prend le nom de Hassan Haïd, et le surnom de Hassan Corso. Il est intégré dans l’armée des janissaires ou il se fait remarquer pour sa pugnacité au combat. Au bout de quelques années, il est envoyé à Alger.

### Carrière à Alger
Sa carrière militaire est fulgurante. Ses exploits militaires le firent nommé agha. 
En 1549, il est nommé caïd d'Alger de Salah Raïs. En septembre 1550, il commande l'armée qui doit attaquer Tlemcen alors aux mains des Saadiens. C'est un échec[réf. incomplète]. 
En 1556, Mohammed al-Mahdi, sultan du Maroc attaque Tlemcen, mais les Turcs repoussent l'expédition. Hassan Corso prit immédiatement la décision d'attaquer Fès, au Maroc, mais le comte espagnol Alcaudete ayant attaqué Hassan sur ses arrières, l'armée turque fut contrainte d'abandonner l'expédition, et de retourner dans le royaume d'Alger. Hassan Corso ordonna alors l’assassinat de Al-Mahdi. Hassan Pacha, nouveau chef de la régence d'Alger, fait assassiner le Sultan du Maroc le 23 octobre 1557, alors qu’il était en tournée dans l’Atlas, par un contingent turc. Ces derniers le décapitent et rapportent sa tête à Alger, avant de l'envoyer à Constantinople.
En juin 1556, il organise le siège de la ville d’Oran avec 30 000 arabes, 14 000 maures et 3 000 janissaires, d'autres sources indiquent 30 000 Kabyles, Maures et Arabes dont 3 000 cavaliers, et 12 000 Turcs (ces deux sources sont probablement exagérées) pour en chasser les Espagnols, qui occupent cette ville depuis 1509. Il a juste le temps d’installer ses troupes aux portes de la ville, lorsqu'il apprend la mort de Salah Raïs de la peste.

### Le gouvernorat et la révolte
Hassan est alors élu par ses janissaires pour succéder à Salah Raïs. Mais le sultan Soliman le Magnifique nomme le Turc Mehmed Tekkelerli. Cette nouvelle mécontenta beaucoup toute la population qui était très satisfaite du gouvernement d'Hassan et de sa conduite Hassan Corso se révolte contre le Sultan et empêche momentanément le débarquement du nouveau beylerbey. Mais la marine qui collaborait activement à cette révolte au départ, finit par s'en désolidariser permettant à Mehmed de prendre son poste. Une vaste campagne de représailles suit cette insurrection. Hassan Corso capturé subit les pires supplices (dont celui des crocs ou ganches) pendant 3 jours, avant de mourir en août 1556,. Il resta à la vue de tous pendant une demi-journée, d'après Diego de Haedo, il est dit qu'il poussa des cris de souffrance terribles. D'autres renégats Corses entreprennent alors de le venger. 
Hassan Corso est vengé peu de temps après, par un renégat calabrais, Youssef, esclave affranchi de Hassan, qui assassine Mehmed Kurtoglu .